# Borgward B 611
Borgward B 611 — легкий комерційний автомобіль, виготовлений Borgward на заводі в Бремені між 1957 і 1961 роками. Номінальна вантажопідйомність при запуску становила 1,5 (метричних) тонни. Автомобіль пропонувався як легкий фургон, мікроавтобус (із сидіннями позаду та більшою кількістю вікон) або як вантажівка з платформою (Pritschenwagen), хоча різні інші варіанти кузова були доступні або безпосередньо від виробника, або від відповідних спеціалізованих виробників кузовів.

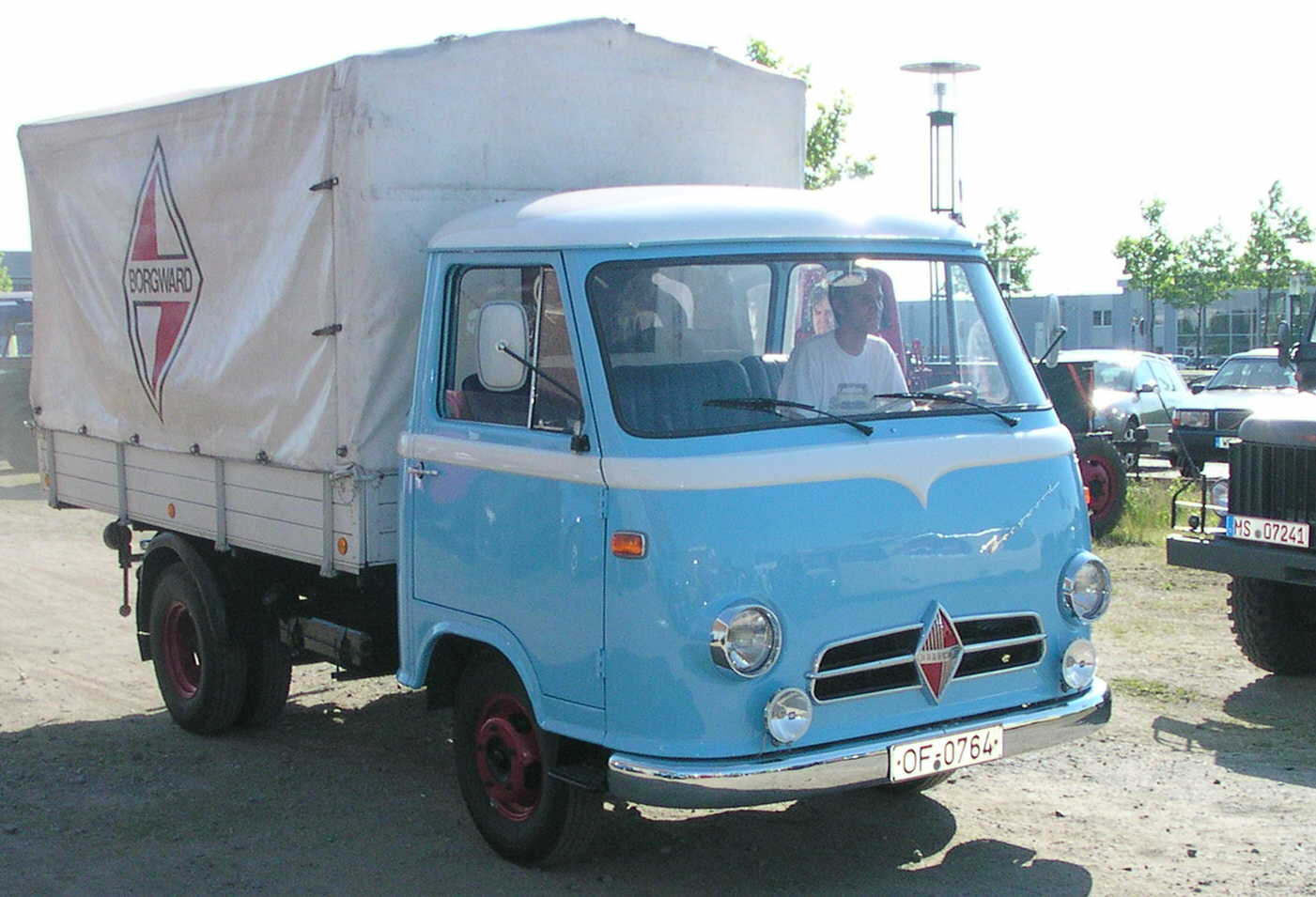
Borgward B 622

Фургон був випущений у 1957 році під назвою Borgward B 1500 °F. Суфікс «F» означав «Frontlenker-Transporter» і вказував на конструктивну особливість, яка була першою для Borgward, згідно з якою водій розташовувався прямо попереду автомобіля, а не за капотом/капотом із двигуном під ним. Двигун був встановлений у великій кабіні між водієм і його пасажиром. Там, де в зоні водія використовувалися три сидіння, центральний пасажир сидів на верхній частині двигуна. Згідно з більшістю джерел, тільки в 1959 році автомобіль отримав назву, під якою його частіше запам'ятовують сьогодні, Borgward B 611.

## Двигуни
- 1493 см3 І4 60 к.с.
- 1758 см3 diesel І4 42 к.с.

## Продажі
Завдяки широкій комфортабельній кабіні, що пропонує місце для трьох осіб, і використанню нескладних технологій Borgward 611 завоював друзів у пресі та на ринку. До моменту суперечливого банкрутства Borgward у 1961 році виробник випустив 14 748 з них.